# Antonio Gómez (giurista)

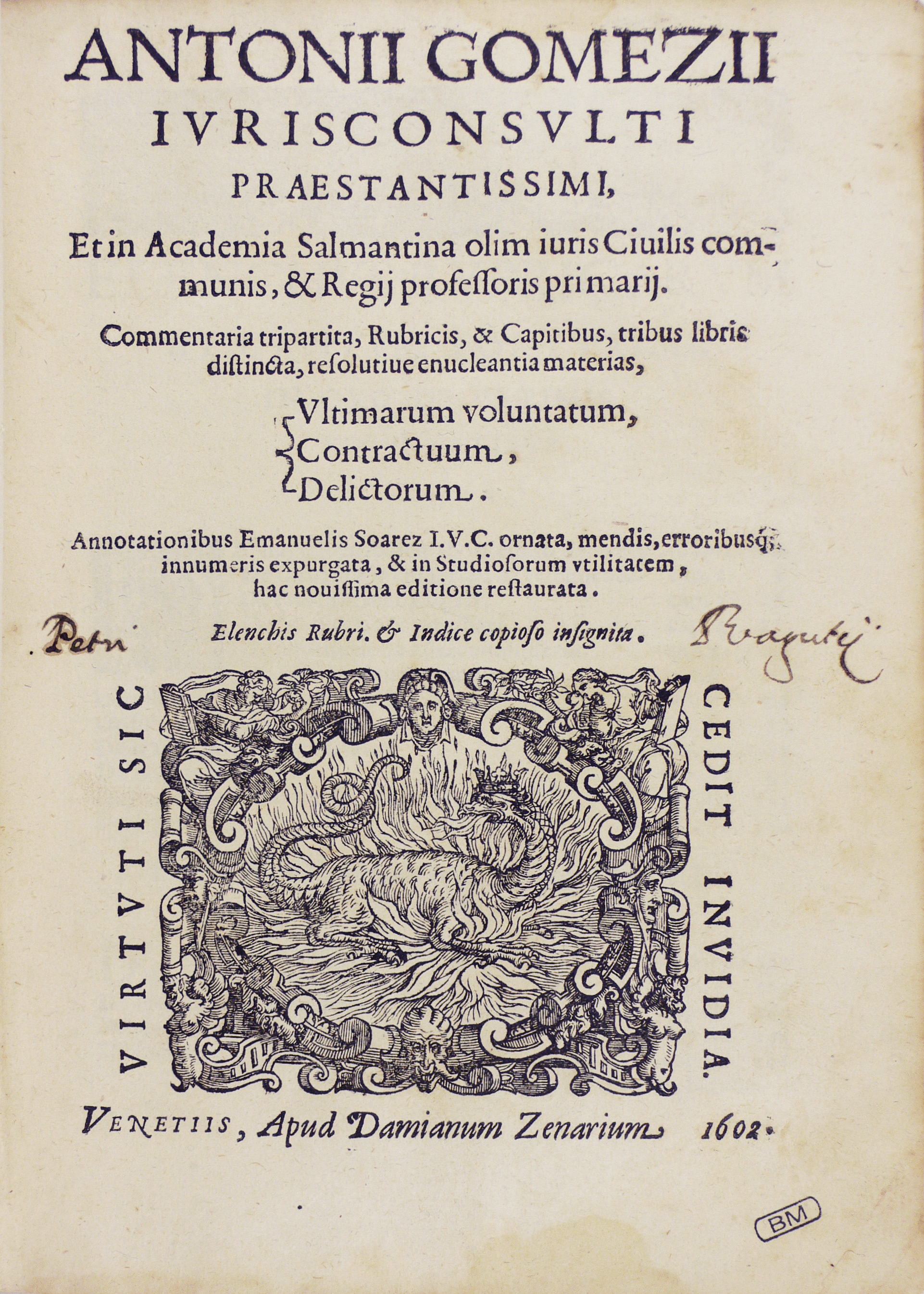
Commentaria tripartita, 1602 (Fondazione Mansutti, Milano).

Antonio Gómez (1501 – 1572) è stato un giurista spagnolo.

## Biografia
Studiò diritto all'Università di Salamanca, di cui divenne in seguito docente. La sua opera principale, il Commentaria tripartita, rubricis, & capitibus, tribus libris distincta, resolutiue enucleantia materias, Vltimarum voluntatum, contractuum, delictorum, ha un'influenza profonda sulla dottrina giuridica del XVI secolo. L'opera fu ristampata in dieci edizioni a Salamanca (1554, 1555, 1562, 1563, 1569, 1570, 1577, 1579, 1589, 1598), in cinque a Lione (1585, 1602, 1609, 1661, 1674), in quattro a Venezia (1535, 1586, 1602, 1735), in due a Ginevra (1622, 1631), e una volta rispettivamente a Napoli (1718), Francoforte (1596) e Anversa (1634). L'edizione veneziana riporta le annotazioni di Manuel Soares de Ribeira in conclusione di ogni capitolo. Gomez pubblicò anche il Thesaurus receptarum sententiarum nel 1569 a Venezia.